# Ingladi, Tirthahalli
Ingladi là một làng thuộc tehsil Tirthahalli, huyện Shimoga, bang Karnataka, Ấn Độ.